# Miká Heming
Miká Heming (Ahaus, 6 april 2000) is een Duits wielrenner.

## Carrière
In 2022 won Heming een etappe in zowel de Ronde van Rhodos als de Carpathian Couriers Race. In september van dat jaar was hij de beste in het jongerenklassement van de Ronde van Roemenië.
In 2023 werd Heming prof bij Tudor Pro Cycling Team. Zijn debuut in de World Tour volgde in februari van dat jaar, toen hij aan de start stond van de Ronde van de Verenigde Arabische Emiraten. Later dat jaar nam hij deel aan zowel Milaan-Sanremo als de Amstel Gold Race en werd hij onder meer achttiende in de Ronde van Keulen. In mei 2024 werd hij negende in Veenendaal-Veenendaal.

## Palmares

### Overwinningen
2020
Bergklassement Belgrado-Banja Luka
2022
3e etappe Ronde van Rhodos
2e etappe Carpathian Couriers Race
Jongerenklassement Ronde van Roemenië

### Resultaten in voornaamste wedstrijden
|      | \| Jaar \| Milaan-San Remo \| Parijs-Roubaix \| Amstel Gold Race \| Luik-Bast.‑Luik \| \| ---- \| --------------- \| -------------- \| ---------------- \| --------------- \| \| 2023 \| 138e \| \| opgave \| \| \| 2024 \| \| \| opgave \| \| \| 2025 \| \| buit.tijd \| \| opgave \| |                |                  |                 |
| Jaar | Milaan-San Remo | Parijs-Roubaix | Amstel Gold Race | Luik-Bast.‑Luik |
| 2023 | 138e |                | opgave           |                 |
| 2024 | |                | opgave           |                 |
| 2025 | | buit.tijd      |                  | opgave          |

## Ploegen
- 2019 –  Dauner D&DQ-Akkon
- 2020 –  Maloja Pushbikers
- 2021 –  Maloja Pushbikers
- 2022 –  ATT Investments
- 2023 –  Tudor Pro Cycling Team
- 2024 –  Tudor Pro Cycling Team
- 2025 –  Tudor Pro Cycling Team

Bohli · Brun · Charrin · de Kleijn · J. Eriksson · L. Eriksson · Froidevaux · Heming · Kamp · Kelemen · Kluckers · Kolze Changizi · Pellaud · Pluimers · Reichenbach · Suter · Thalmann · Voisard · Wilksch (vanaf 5/8) · Wirtgen · Zijlaard
Bohli · Brenner · Brun · Charrin · Dainese · de Kleijn · J. Eriksson · L. Eriksson · Froidevaux · Heming · Kamp · Kelemen · Kluckers · Kolze Changizi · Krieger · Mayrhofer · Pellaud · Pluimers · Reichenbach · Rondel (vanaf 20/7) · Storer · Stork · Suter · Thalmann · Trentin · Voisard · Wilksch · Wirtgen · Zijlaard